# Міно золотоволий

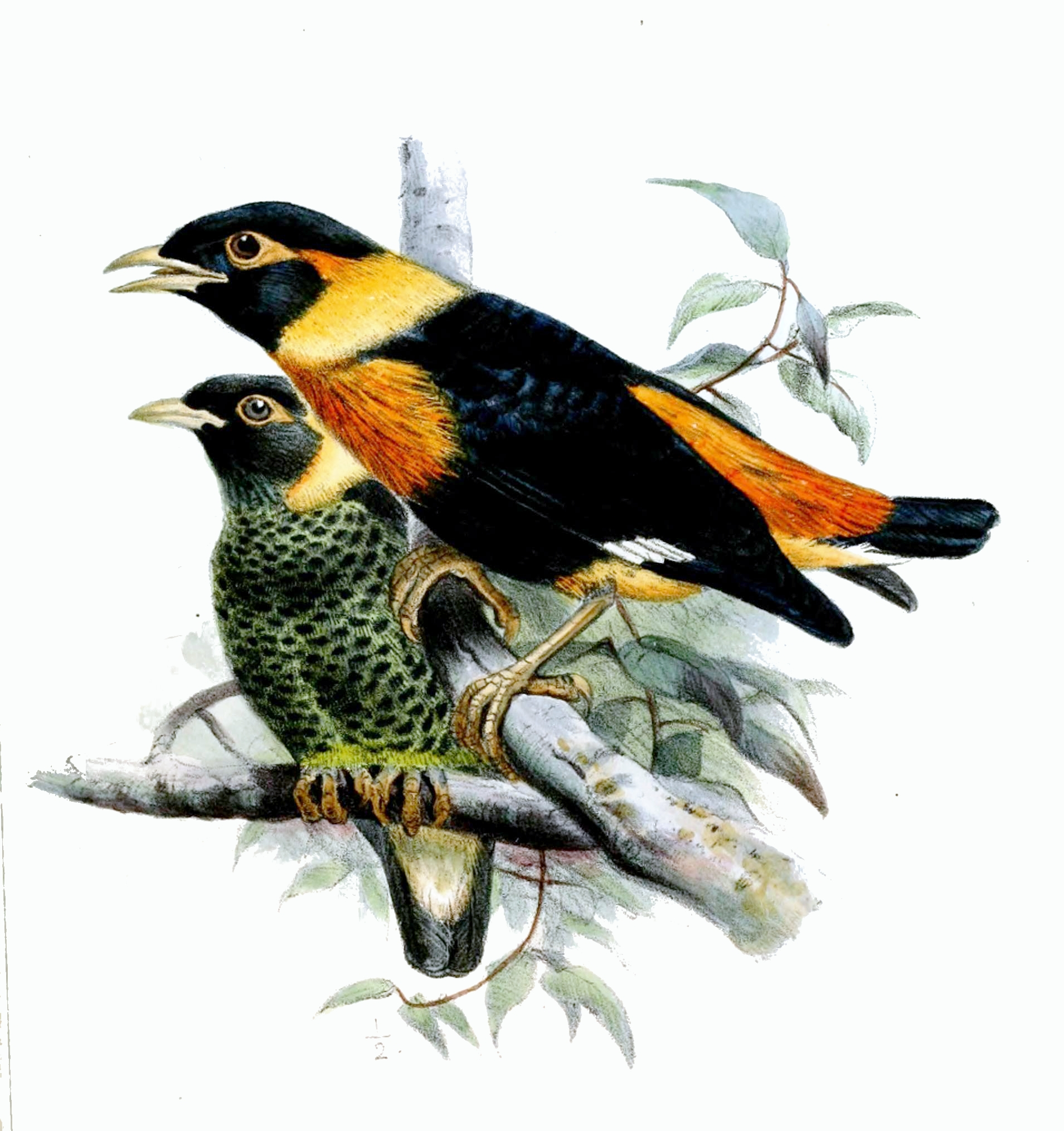
Малюнок із зображенням Mino anais

Міно золотоволий (Mino anais) — вид співочих птахів, що належить до родини шпакових (Sturnidae). Зустрічається в Індонезії та Папуа Новій Гвінеї. Його природним оселищем є субтропічні чи тропічні вологі низовинні ліси.